# Різдва Богородиці Городищенський чоловічий монастир

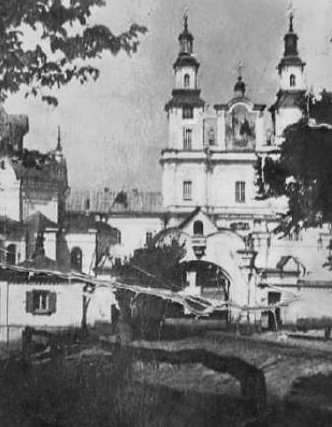
Городищенський монастир. Початок XX ст.

Різдва Богородиці Городищенський чоловічий монастир ― православний чоловічий монастир під контролем Шепетівської єпархії УПЦ МП. Названий на честь Різдва Богородиці у селі Городище Хмельницької області.

## Історія монастиря
Село Городище утворилася, очевидно, в XII столітті. Це було для того часу досить велике поселення з укріпленим князівським замком і службами. Городище, власне, є прототипом стародавнього Ізяслава, який звідси перенесли після пожежі до Горині. У 1957 році археологічна експедиція Михайла Каргера розкопала тут дитинець і окольне місто з потрійною лінією валів, з уламками мечів, бойових сокир тощо.
В середині XVI століття село належало князю Іллі Костянтиновичу Остожському, синові великого гетьмана литовського Костянтина Острозького. У селі була звкедена церква Миколи Чудотворця. У 1538 році в селі князем Богушем Федоровичем Корецьким був заснований чоловічий монастир ― це відомо з тексту духовного заповіту князя. Ним же був заснований і Корецький жіночий монастир. Городищенський монастир був дерев'яним, часто горів при татарських набігах, потім відновлювався. У 1745 році за рішенням місцевої католицької шляхти дерев'яний монастир знесли і побудували на кошти князів Любомирських і Я. Погрошевського кам'яний для ченців-кармелітів. У 1782 році костел монастиря освятив єпископ луцький Ян Качковський. Монастир отримав від короля села Городище і Пашуки з жителями ― 350 осіб. У 1777 році монастир був приписаний до Гощанського уніатського монастиря.
Коли Волинь увійшла до складу Російської імперії, монастир у 1832 році закрили, а костел переосвятили на православну церкву Різдва Пресвятої Богородиці. У 1858 році сюди перевели черниць з Полонського Успенського монастиря. Монастир отримав землі та лісові угіддя.
Священик В. М. Струменський в «Історичному нарисі Городищенського жіночого монастиря з нагоди його 50-річного ювілею 13 липня 1908» розповів про історію перебудови монастиря в православну обитель: «На північній стороні знаходиться головна монастирська Свято-Різдво Богородична церква, вівтарем на північ. Вона має вигляд корабля з двома вежами, а посеред них ікона Святої Трійці. Вежі п'ятиповерхові, висотою до 20 сажень. У правій ― монастирська дзвіниця. В середині храм розписаний фресками. У самому храмі, розділеному поздовжніми колонами на три частини, в середньому його склепінні зображено один із Вселенських соборів. Ця велична картина вражає кожного при вході в храм і підсвідомо змушує забутися і подумки перенестися в ті часи християнства, коли християнська віра і Церква остаточно перемогли своїх ворогів ― єретиків».
При монастирі працювала дворічна школа для дівчаток, були відкрита аптека, невеликий готель. У 1908 році в монастирі було 18 черниць та 112 послушниць. У 1914 році було вже 67 черниць та 167 послушниць. Напередодні 1917 року монастирю належало 365 десятин землі і 3 млини. У ставках розводили рибу.
На початку XX століття в Оранієнбаумі під Петроградом було побудовано подвір'я Городищенського монастиря: церква, кам'яний будинок і 4 дерев'яні двоповерхові. Подвір'я закрили в 1932 році. Збереглися лише два дерев'яні будинки.
У 1923 році монастир закрили, а до 1936 року там перебував комсомольський санаторій, з 1936 року — військовий госпіталь.
У 1941 році, з приходом німців, монастир було знову відкрито. До 1944 року в ньому жили 32 черниці, в 1954 ― 63, у 1958 ― 70. У червні 1960 року, в пору хрущовської антирелігійної компанії, монастир знову закрили.
І лише в 1990-ті роки відбулось відродження монастиря. У січні 1995 року монастир відкритий як чоловічий. У 2005 році в ньому проживало 20 насельників. Відновлений Богородице-Різдвяний собор, йдуть богослужіння. Відремонтований келійний корпус, працюють трапезна, майстерні, розвивається підсобне господарство.
В деякій довідковій літературі монастир помилково ідентифікується з Городищенським монастирем у Рівненському районі.

## Святиня
Місцевопочитаєма ікона Божої Матері «Семистрельна».